# Krudtværket i Frederiksværk
Krudtværket var en virksomhed i Frederiksværk der producerede krudt til militære og civile formål gennem mere end 200 år. Krudtværket blev etableret i 1756, men produktionen gik først i gang i 1758, idet man først skulle have gravet en sidekanal til hovedkanalen mellem Arresø og Roskilde Fjord. Krudtværket blev etableret efter en kontrakt mellem kong Frederik V og generalmajor Johan Frederik Classen og kompagnonen Just Fabritius. Samtidig overtog de et allerede eksisterende kanonstøberi i nærheden. Krudtværket var i funktion frem til 1970'erne.
I mange år blev værkets maskiner drevet af vandhjul. En række ældre produktionsbygninger med vandkraft blev bevaret efter værkets lukning. De udgør i dag kernen i Krudtværksmuseet, der er en del af Industrimuseet Frederiks Værk. De fleste af disse maskiner stammer fra perioden mellem midten af 1800-årene og frem til begyndelsen af 1900-årene. 